# Crepidomanes vitiense
Espèce
Crepidomanes vitiense est une fougère de la famille des Hyménophyllacées.
Nom chinois : 斐濟假脈蕨

## Description
Cette espèce a les caractéristiques suivantes :
- le rhizome, rampant et filiforme, de 0,1 à 0,25 mm de diamètre, est densément couvert de poils sombres ;
- le pétiole, de moins de deux millimètres de long, aussi couvert de poils, est à peine distinct du limbe, celui-ci s'amorçant par des ailes ;
- le limbe des frondes, long de moins d'un centimètre et large de deux à quatre millimètres, de forme globalement oblongue, est le plus souvent simple mais certaines frondes sont furquées, en forme de « Y » ;
- chaque limbe ne comporte qu'une veine centrale, sans aucune autre ni radiale, ni latérale, ni marginale ;
- les sores, à l'apex du limbe, y sont profondément insérés avec une indusie tubulaire campanulée et légèrement bilabiée non dentelée.

## Distribution et habitat
Cette espèce se trouve en Australie, Nouvelle-Guinée, Fidji, Nouvelle-Calédonie. Elle a été trouvée à Taïwan récemment (cf. photographies en liens externes).
Elle est plutôt épiphyte, dans les zones humides et ombragées des forêts tropicales et subtropicales, mais elle se trouve aussi sur des talus en bordure de rivières.

## Historique
En 1866, John Gilbert Baker décrit une première fois cette espèce à partir des notes de William Jackson Hooker et d'un échantillon en provenance des Fidji et la place dans le genre Trichomanes : Trichomanes vitiense,. L'épithète spécifique est issu du nom fidjien des Fidji, en particulier de son île principale : Viti.
En 1868, John Gilbert Baker, à partir d'un exemplaire collecté par Thomas Powell (1809-1887), aux Samoa, décrit l'espèce Trichomanes powellii. Cette espèce sera considérée comme synonyme de Trichomanes vitiense par Edwin Bingham Copeland en 1933 (précédé d'ailleurs en cela par Karel Domin) mais pas par Carl Frederik Albert Christensen en 1943. Cette dernière position a été conservée, l'apparence de Trichomanes powellii étant sensiblement différente de celle de Trichomanes vitiense (division double, taille du double au triple, épaisseur plus grande du limbe) mais une étude plus détaillée serait nécessaire.
En 1938, Edwin Bingham Copeland la place dans le genre Microtrichomanes : Microtrichomanes vitiense (Hook. ex Baker) Copel..
En 1968, Conrad Vernon Morton la place dans une section indéterminée Flabellata du genre Trichomanes, soupçonnant un caractère polyphylétique des espèces qui y sont rassemblées.
En 1998, Peter Dundas Bostock la verse dans le genre Crepidomanes : Crepidomanes vitiense (Hook. ex Baker) Bostock, sa place actuelle.
Enfin, en 2006, Atsushi Ebihara, Jean-Yves Dubuisson, Kunio Iwatsuki, Sabine Hennequin et Motomi Ito confirment ce classement et précisent le sous-genre Crepidomanes et la section Crepidomanes tout en en faisant une espèce représentative de cette section.

## Position taxinomique
Crepidomanes vitiense appartient au sous-genre Crepidomanes, section Crepidomanes.
Elle compte les deux synonymes suivants :
- Microtrichomanes vitiense (Hook. ex Baker) Copel.
- Trichomanes vitiense Hook. ex Baker